# Ostern
De Ostern (Engels: Eastern) of Rode Western was de tegenhanger van de western in de Sovjet-Unie en de landen uit het Oostblok.
Het had vaak twee vormen:
1. Gewone Rode Westerns, opgenomen in het 'Wilde Westen' van Amerika, zoals het Tsjecho-Slowaakse Limonade Joe (Limonadovy Joe; 1964) of het Oost-Duitse De Zonen van de grote Berin (Die Söhne der großen Bärin; 1966) of het Roemeense De Olie, de Baby en de Transylvanen (Pruncul, Petrolul Si Ardelenii; 1981) die over radicaal andere thema's en genres gingen. Deze films waren veel bekender in het Oosten van Europa dan in de Sovjet-Unie zelf.
2. Osterns, die meestal plaatsvonden op de steppes van de Centraal-Aziatische gedeeltes van de Sovjet-Unie, vooral tijdens de Russische Revolutie of de daaropvolgende Russische Burgeroorlog. Voorbeelden hiervan zijn Vurige versten (Ognennye vjorsty/Огненные вёрсты; 1957), De Lijfwacht (Telochranitel/Телохранитель, 1979), Thuis bij vreemden (1971) en de beroemde sovjetfilm Witte Woestijnzon (Beloje solntse poestyni/Белое солнце пустыни'; 1970). Sommige van deze films zijn duidelijk beïnvloed door westerns, maar in sommige gevallen kan het materiaal worden gezien als parallel gemaakt in de tijd.

Net als de films van de Amerikaanse regisseur John Ford bevatten ook de Osterns vaak politieke boodschappen.

## Rode Westerns in internationale context
Rode Westerns van het eerste soort worden vaak vergeleken met de Spaghettiwesterns (die vaak werden opgenomen in Spanje in plaats van Italië) vanwege het feit dat ze lokale achtergronden gebruiken die moeten doorgaan voor het Amerikaanse Westen. Vooral Joegoslavië, Mongolië en de zuidelijke Sovjet-Unie werden hiervoor gebruikt.
De Rode Westerns vormen een tegenpunt tegenover de bekende mythologieën en conventies van het originele genre, vooral omdat de makers zich bevonden aan de andere kant van een propagandaoorlog zonder vergelijkbare; de Koude Oorlog en dat is de belangrijkste reden waarom veel van deze films in ieder geval tot aan het einde van de Koude Oorlog nooit zijn vertoond in het westen. In deze oorlog waarin producties werden gemaakt aan beide zijden, was er vaak een aanhoudende fascinatie voor de culturele ontwikkelingen binnen vijandelijke landen.
Westerns zijn vooral goed overdraagbaar gebleken doordat ze een mythologie creëerden uit een relatief recentelijke geschiedenis, een kneedbaar idee dat goed te vertalen viel naar verschillende culturen. In de RSFSR gebruikte de Ostern de bekende visitekaartjes van de Amerikaanse Western door het dramatiseren van de Burgeroorlog in Centraal-Azië in de jaren '20 en 30, waarbij het Rode Leger vocht om hun land te beschermen tegen de islamitisch-Turkse 'Basmatsjiopstandelingen'. Door het vervangen van 'rood' door 'blauw' en Mexicaan voor 'Turk', ontstonden dezelfde mogelijkheden voor een drama dat zich afspeelt tegen de achtergrond van grote open ruimten. De Oeral had hierbij dezelfde functie als Monument Valley en de Wolga was het equivalent van de Rio Grande. De overige elementen als mannen die behendig zijn in het gebruiken van hun pistolen, paardrijden, het bewerken van het land, pioniers (vaak ideologisch in dit geval), de premiejager die moeilijk terrein doorkruist met een bandiet aan een touw, spoorlijnen en het temmen van de 'wilde frontier' maakten het tot een spiegel van het Amerikaanse concept.
Rode Westerns die het Amerikaanse westen gebruiken als achtergrond omvatten onder andere het Roemeense De Olie, de Baby en de Transylvanen dat de strijd van de Roemeense en Hongaarse kolonisten in een nieuw land dramatiseert. Het Tsjechische Limonade Joe en de Sovjetfilm Een man van de Boulevard des Capuchines maakten een satire op de zware versleten conventies van de Amerikaanse films. Het Duitse De Zonen van de Grote Berin zetten de traditionele Amerikaanse 'Cowboy en Indiaan'-conventies op hun kop door het gebruiken van de Inheemse Amerikanen als de helden en het Amerikaanse Leger als de schurken, met enkele overtonen van de Koude Oorlog. Hieruit kwamen een serie 'Indiaanse films' voort, geproduceerd door het Oost-Duitse DEFA, die zeer succesvol waren.
In tegenstelling tot de Osterns in de Sovjet-Unie, waren de Rode Westerns in het Oostblok vaak internationale coproducties net als bij de Spaghettiwesterns. De Zonen van de Grote Berin was bijvoorbeeld een coproductie tussen Oost-Duitsland en Tsjecho-Slowakije, met een Joegoslaaf als acteur, geschreven in het Duits, opgenomen in een aantal verschillende Oostbloklanden en maakte gebruik van een aantal locaties, waaronder Joegoslavië, Bulgarije, Mongolië en Tsjecho-Slowakije. De Olie, de Baby en de Transylvanen was dan wel een Roemeense film, maar er fungeerden veel geëmigreerde Hongaren in het verhaal.